# Codici aeroportuali IATA - T

## T
- TAA Aeroporto civile, Tarapaina, Isole Salomone
- TAB Aeroporto Internazionale Crown Point, Tobago, Trinidad e Tobago
- TAC Aeroporto civile, Tacloban, Filippine
- TAD Aeroporto Animas Co., Trinidad (Colorado), Stati Uniti d'America
- TAE Aeroporto civile, Taegu, Corea del Sud
- TAF Aeroporto Tafaroui, Orano, Algeria [1]
- TAG Aeroporto civile, Tagbilaran, Filippine
- TAH Aeroporto civile, Tanna, Vanuatu
- TAI Aeroporto Ganad, Taiz, Yemen
- TAJ Aeroporto Tadji, Aitape, Papua Nuova Guinea
- TAK Aeroporto civile, Takamatsu, Giappone
- TAL Aeroporto civile, Tanana (Alaska), Stati Uniti d'America
- TAM Aeroporto General F.J. Mina, Tampico, Messico
- TAN Aeroporto civile, Tangalooma/Brisbane, Australia
- TAO Aeroporto civile, Oingdao, Cina
- TAP Aeroporto Tapachula International, Tapachula, Messico
- TAQ Aeroporto civile, Tarcoola, Australia
- TAR Aeroporto di Taranto-Grottaglie, Taranto, Italia
- TAS Aeroporto internazionale di Tashkent, Tashkent, Uzbekistan
- TAT Aeroporto di Poprad–Tatry, Poprad, Slovacchia
- TAU Aeroporto civile, Tauramena, Colombia
- TAV Aeroporto civile, Tau, Samoa Americane
- TAW Aeroporto civile, Tacuarembó, Uruguay
- TAX Aeroporto civile, Taliabu, Indonesia
- TAY Aeroporto civile, Tartu, Estonia
- TAZ Aeroporto civile, Tashauz, Turkmenistan
- TBA Aeroporto civile, Tabibuga, Papua Nuova Guinea
- TBB Aeroporto civile, Tuy Hoa, Vietnam
- TBC Aeroporto civile, Tuba City, Stati Uniti d'America
- TBD Aeroporto civile, Timbiquí, Colombia
- TBE Aeroporto civile, Timbunke, Papua Nuova Guinea
- TBF Aeroporto civile, Tabiteuea North, Kiribati
- TBG Aeroporto civile, Tabubil, Papua Nuova Guinea
- TBH Aeroporto civile, Tablas, Filippine
- TBI Aeroporto civile, The Bight, Bahamas
- TBJ Aeroporto civile, Tabarka, Tunisia
- TBK Aeroporto civile, Timber Creek, Australia
- TBL Aeroporto civile, Tableland, Australia
- TBM Aeroporto civile, Tumbang Samba, Indonesia
- TBN Aeroporto Regionale Waynesville-St. Robert, Fort Leonard Wood (Missouri), Stati Uniti d'America
- TBO Aeroporto civile, Tabora, Tanzania
- TBP Aeroporto civile, Tumbes, Perù
- TBR Aeroporto civile, Statesboro, Stati Uniti d'America
- TBS Aeroporto di Tbilisi-Novoalexeyvka, Tbilisi, Georgia
- TBT Aeroporto civile, Tabatinga (AM), Brasile
- TBU Aeroporto Fua' Amotu International, Nukuʻalofa - Tongatapu, Tonga
- TBU Aeroporto civile, Tongatapu, Tonga
- TBW Aeroporto civile, Tambov, Russia
- TBY Aeroporto civile, Tsabong, Botswana
- TBZ Aeroporto civile, Tabriz, Iran
- TCA Aeroporto Tennant Creek, Tennant Creek (Territorio del Nord), Australia
- TCB Aeroporto civile, Treasure Cay, Bahamas
- TCC Aeroporto civile, Tucumcari (Nuovo Messico), Stati Uniti d'America
- TCD Aeroporto civile, Tarapacá, Colombia
- TCE Aeroporto di Tulcea-Delta del Danubio, Tulcea, Romania
- TCF Aeroporto civile, Tocoa, Honduras
- TCG Aeroporto civile, Tacheng, Cina
- TCH Aeroporto civile, Tchibanga, Gabon
- TCI Aeroporto Reina Sofia, Santa Cruz de Tenerife, Spagna
- TCL Aeroporto civile, Tuscaloosa (Alabama), Stati Uniti d'America
- TCN Aeroporto civile, Tehuacán, Messico
- TCO Aeroporto civile, Tumaco, Colombia
- TCQ Aeroporto civile, Tacha, Perù
- TCS Aeroporto Truth or Consequences, Truth or Consequences (Nuovo Messico), Stati Uniti d'America
- TCT Aeroporto civile, Takotna (Alaska), Stati Uniti d'America
- TCU Aeroporto civile, Thaba Nchu, Sudafrica
- TCW Aeroporto civile, Tocumwal, Australia
- TDA Aeroporto Teniente Jorge Henrich Arauz, Trinidad, Colombia
- TDB Aeroporto civile, Tetabedi, Papua Nuova Guinea
- TDD Aeroporto civile, Trinidad, Bolivia
- TDG Aeroporto civile, Tandag, Filippine
- TDJ Aeroporto civile, Tadjoura Ambouli, Gibuti
- TDK Aeroporto civile, Taldy Kurgan, Kazakistan
- TDL Aeroporto civile, Tandil, Argentina
- TDR Aeroporto civile, Theodore, Australia
- TDT Aeroporto civile, Tanda Tula, Sudafrica
- TDV Aeroporto Samangoky, Tanandava, Madagascar
- TDW Aeroporto civile Tradewind, Amarillo, Stati Uniti d'America
- TEA Aeroporto civile, Tela, Honduras
- TEB Aeroporto di Teterboro (New Jersey), Stati Uniti d'America
- TED Aeroporto civile, Thisted, Danimarca
- TEE Aeroporto Cheik Larbi Tebessi, Tébessa, Algeria [2]
- TEF Aeroporto civile, Telfer, Australia
- TEG Aeroporto civile, Tenkodogo, Burkina Faso
- TEH Aeroporto civile, Tetlin (Alaska), Stati Uniti d'America
- TEI Aeroporto civile, Tezu, India
- TEK Aeroporto civile, Tatitlek, Stati Uniti d'America
- TEL Aeroporto civile, Telupid, Malaysia
- TEM Aeroporto civile, Temora, Australia
- TEO Aeroporto civile, Terapo, Papua Nuova Guinea
- TEP Aeroporto civile, Teptep, Papua Nuova Guinea
- TER Aeroporto Base Aerea Lajes, Terceira, Azzorre, Portogallo
- TES Aeroporto Teseney, Tessenei, Etiopia
- TET Aeroporto Chingozi, Tete, Mozambico
- TEU Aeroporto civile, Te Anau, Nuova Zelanda
- TEX Aeroporto civile, Telluride (Colorado), Stati Uniti d'America
- TEY Aeroporto civile, Thingeyri, Islanda
- TEZ Aeroporto civile, Tezpur, India
- TFA Aeroporto civile, Tilfalmin, Papua Nuova Guinea
- TFF Aeroporto civile, Tefé (AM), Brasile
- TFI Aeroporto civile, Tufi, Papua Nuova Guinea
- TFL Aeroporto civile, Teófilo Otoni, Brasile
- TFM Aeroporto civile, Telefomin, Papua Nuova Guinea
- TFN Aeroporto Los Rodeos (Aeroporto Nord di Tenerife), Tenerife, Spagna
- TFS Aeroporto Reina Sofia (Aeroporto Sud di Tenerife), Tenerife, Spagna
- TFT Aeroporto civile, Taftan, Pakistan
- TFY Aeroporto civile, Tarfaya, Marocco
- TGD Aeroporto civile, Podgorica, Montenegro
- TGE Aeroporto civile Sharpe Field, Tuskegee, Stati Uniti d'America
- TGF Aeroporto civile, Tignes, Francia
- TGG Aeroporto di Kuala Terengganu-Sultano Mahmud, Kuala Terengganu, Malaysia
- TGH Aeroporto civile, Tongoa, Vanuatu
- TGI Aeroporto civile, Tingo María, Perù
- TGJ Aeroporto civile, Tiga, Nuova Caledonia
- TGL Aeroporto civile, Tagula, Papua Nuova Guinea
- TGM Aeroporto di Târgu Mureș, Târgu Mureș, Romania
- TGN Aeroporto civile, Traralgon (VI), Australia
- TGO Aeroporto civile, Tongliao, Cina
- TGR Aeroporto Sidi Mahda, Touggourt, Algeria [3]
- TGS Aeroporto civile, Chókwè, Mozambico
- TGT Aeroporto civile, Tanga, Tanzania
- TGU Aeroporto Internazionale Toncontín, Tegucigalpa, Honduras
- TGV Aeroporto civile, Targovishte, Bulgaria
- TGX Aeroporto civile, Tingrela, Costa d'Avorio
- TGZ Tuxla Gutierrez Air Base, Tuxla Gutierrez, Messico
- THA Aeroporto civile, Tullahoma, Stati Uniti d'America
- THB Aeroporto civile, Thaba Tseka, Lesotho
- THC Aeroporto civile, Tchien Cokman, Liberia
- THE Aeroporto civile, Teresina (PI), Brasile
- THF Aeroporto di Berlino-Tempelhof, Berlino, Germania
- THG Aeroporto civile, Thangool (Queensland), Australia
- THH Aeroporto civile, Taharoa Ironsands, Nuova Zelanda
- THI Aeroporto civile, Tichitt, Mauritania
- THK Aeroporto civile, Thakhek, Laos
- THL Aeroporto civile, Tachilek, Birmania
- THN Aeroporto Vanersborg, Trollhättan, Svezia
- THO Aeroporto civile, Thorshofn, Islanda
- THP Aeroporto civile, Thermopolis Municipal, Stati Uniti d'America
- THR Aeroporto Internazionale di Teheran-Mehrabad, Iran
- THS Aeroporto civile, Sukhothai, Thailandia
- THT Aeroporto civile, Tamchakett, Mauritania
- THU Aeroporto Thumamah, Thule/Pituffik, Groenlandia
- THY Aeroporto Thompson, Thohoyandou, Sudafrica
- THZ Aeroporto civile, Tahoua, Niger
- TIA Aeroporto RINAS/Madre Teresa, Tirana, Albania [4]
- TIB Aeroporto civile, Tibú, Colombia
- TIC Aeroporto civile, Tinak Island, Stati Uniti d'America
- TID Aeroporto civile, Tiaret/Tibati, Algeria [5]
- TIE Aeroporto civile, Tippi, Etiopia
- TIF Aeroporto civile, Taif, Arabia Saudita
- TIG Aeroporto civile, Tingwon, Papua Nuova Guinea
- TIH Aeroporto civile, Tikehau Atoll, Polinesia Francese
- TIH Aeroporto civile, Tikehau, Polinesia Francese
- TII Aeroporto civile, Tirinkot, Afghanistan
- TIJ Aeroporto Internazionale di Tijuana, Tijuana, Messico
- TIK Tinker Air Force Base, Tinker (Oklahoma), Stati Uniti d'America
- TIM Aeroporto civile, Tembagapura/Timika, Indonesia
- TIN Aeroporto civile, Tindouf/Tingi-Tingi, Algeria [6]
- TIO Aeroporto civile, Tilin, Birmania
- TIP Aeroporto di Tripoli, Libia
- TIQ Aeroporto civile, Tinian/West Tinian, Isole Marianne Settentrionali
- TIR Aeroporto civile, Tirupati, India
- TIS Aeroporto civile, Thursday Island (Queensland), Australia
- TIU Aeroporto Richard Pearse, Timaru, Nuova Zelanda
- TIV Aeroporto civile, Tivat, Montenegro
- TIX Aeroporto civile, Titusville (Florida), Stati Uniti d'America
- TIY Aeroporto civile, Tidjikja, Mauritania
- TIZ Aeroporto civile, Tari, Papua Nuova Guinea
- TJA Aeroporto civile, Tarija, Bolivia
- TJB Aeroporto civile, Tanjung Balai, Indonesia
- TJG Aeroporto civile, Tanjung Warukin, Indonesia
- TJH Aeroporto civile, Toyooka, Giappone
- TJI Aeroporto civile, Trujillo Capiro, Honduras
- TJK Aeroporto Tokol Air Base, Tokat, Turchia
- TJM Aeroporto civile, Tjumen', Russia
- TJQ Aeroporto Buluh Tumbang, Tanjung Pandan, Indonesia
- TJS Aeroporto civile, Tanjung Selor, Indonesia
- TJV Aeroporto civile, Thanjavur, India
- TKA Aeroporto civile, Talkeetna (Alaska), Stati Uniti d'America
- TKB Aeroporto civile, Tekadu, Papua Nuova Guinea
- TKC Aeroporto civile, Tiko, Camerun
- TKD Aeroporto Air Base, Takoradi, Ghana
- TKE Aeroporto civile, Tenakee (Alaska), Stati Uniti d'America
- TKF Aeroporto civile, Takaka, Nuova Zelanda
- TKF Aeroporto civile, Truckee, Stati Uniti d'America
- TKG Aeroporto civile, Bandar Lampung, Indonesia
- TKH Aeroporto civile, Takhli, Thailandia
- TKI Aeroporto civile, Tokeen (Alaska), Stati Uniti d'America
- TKJ Aeroporto civile, Tok (Alaska), Stati Uniti d'America
- TKK Aeroporto Internazionale di Chuuk, Stati Federati di Micronesia
- TKN Aeroporto civile, Tokunoshima, Giappone
- TKO Aeroporto civile, Tlokoeng, Lesotho
- TKP Aeroporto civile, Takapoto, Polinesia Francese
- TKQ Aeroporto civile, Kigoma, Tanzania
- TKR Aeroporto civile, Thakurgaon, Bangladesh
- TKS Aeroporto AB, Tokushima, Giappone
- TKT Aeroporto civile, Tak, Thailandia
- TKU Aeroporto civile, Turku, Finlandia
- TKV Aeroporto civile, Tatakoto, Polinesia Francese
- TKW Aeroporto civile, Tekin, Papua Nuova Guinea
- TKX Aeroporto civile, Takaroa/Takapoto, Polinesia Francese
- TKX Aeroporto civile, Takaroa, Polinesia Francese
- TKY Aeroporto civile, Turkey Creek, Australia
- TKZ Aeroporto civile, Tokoroa, Nuova Zelanda
- TLA Aeroporto civile, Teller (Alaska), Stati Uniti d'America
- TLB Aeroporto civile, Tarbela/Terbela, Pakistan
- TLC Aeroporto civile, Mexico City Morelos, Città del Messico Messico
- TLD Aeroporto civile, Tuli Lodge, Botswana
- TLE Aeroporto civile, Toliara, Madagascar
- TLF Aeroporto civile, Telida, Stati Uniti d'America
- TLG Aeroporto civile, Tulaghi Island, Isole Salomone
- TLH Aeroporto Tallahassee Regional, Tallahassee (Florida), Stati Uniti d'America
- TLI Aeroporto civile, Tolitoli, Indonesia
- TLJ Aeroporto civile, Tatalina (Alaska), Stati Uniti d'America
- TLK Aeroporto civile, Tálknafjörður, Islanda
- TLL Aeroporto Yulemiste International, Tallinn, Estonia
- TLM Aeroporto Zenata Messali el Hadj, Tlemcen, Algeria sito informativo
- TLN Aeroporto di Tolone-Hyères, Tolone, Francia
- TLO Aeroporto civile, Tol, Papua Nuova Guinea
- TLP Aeroporto civile, Tumolbil, Papua Nuova Guinea
- TLS Aeroporto di Tolosa Blagnac, Tolosa, Francia
- TLT Aeroporto civile, Tuluksak (Alaska), Stati Uniti d'America
- TLU Aeroporto civile, Santiago de Tolú, Colombia
- TLV Aeroporto Internazionale Ben Gurion, Lod/Tel Aviv, Israele
- TLW Aeroporto civile, Talasea, Papua Nuova Guinea
- TLX Aeroporto civile, Talca, Cile
- TLZ Aeroporto civile, Catalão, Brasile
- TMA Aeroporto civile, Tifton, Stati Uniti d'America
- TMB Aeroporto Kendall-Tamiami Executive, Miami, Stati Uniti d'America
- TMC Aeroporto civile, Tambolaka, Indonesia
- TMD Aeroporto Dahara, Timbedra, Mauritania
- TME Aeroporto civile, Tame, Colombia
- TMG Aeroporto civile, Tomanggong, Malaysia
- TMH Aeroporto Tanah Merah, Tanah Merah, Indonesia
- TMI Aeroporto civile, Tumlingtar, Nepal
- TMJ Aeroporto civile, Termez, Uzbekistan
- TMK Aeroporto civile, Tam-ky, Vietnam
- TML Aeroporto Air Base, Tamale, Ghana
- TMM Aeroporto Tamatave, Toamasina, Madagascar
- TMN Aeroporto civile, Tamana, Kiribati
- TMO Aeroporto civile, Tumeremo, Venezuela
- TMP Aeroporto Pirkkala, Tampere, Finlandia
- TMQ Aeroporto civile, Tambao, Burkina Faso
- TMR Aeroporto Aguenar, Tamanrasset, Algeria [7]
- TMS Aeroporto civile, São Tomé, São Tomé e Príncipe
- TMT Aeroporto civile, Trombetas (PA), Brasile
- TMU Aeroporto civile, Tambor, Costa Rica
- TMW Aeroporto civile, Tamworth (Nuova Galles del Sud), Australia
- TMX Aeroporto civile, Timimoun, Algeria [8]
- TMY Aeroporto civile, Tiom, Indonesia
- TMZ Aeroporto civile, Thames, Nuova Zelanda
- TNA Aeroporto civile, Jinan, Cina
- TNB Aeroporto civile, Tanahgrogot, Indonesia
- TNC Aeroporto civile, Tin City (Alaska), Stati Uniti d'America
- TND Aeroporto civile, Trinidad, Cuba
- TNE Aeroporto civile, Tanegashima, Giappone
- TNF Aeroporto civile, Toussus-le-Noble, Francia
- TNG Aeroporto di Tangeri-Ibn Battuta, Tangeri, Marocco
- TNI Aeroporto civile, Satna, India
- TNJ Aeroporto civile, Tanjung Pinang, Indonesia
- TNK Aeroporto civile, Tununak (Alaska), Stati Uniti d'America
- TNL Aeroporto civile, Ternopol, Ucraina
- TNN Aeroporto Tainan Domestic, Tainan, Taiwan
- TNO Aeroporto civile, Tamarindo de Bagaces, Costa Rica
- TNP Aeroporto civile, Twentynine Palms, Stati Uniti d'America
- TNR Aeroporto Ivato, Antananarivo, Madagascar
- TNS Aeroporto civile, Tungsten, Canada
- TNT Aeroporto Dade-Collier Training and Transition, Miami Dade/Collier (Florida), Stati Uniti d'America
- TNU Aeroporto Municipal, Newton (Iowa), Stati Uniti d'America
- TNX Aeroporto civile, Stung Treng, Cambogia
- TOA Aeroporto Municipal, Torrance (California), Stati Uniti d'America
- TOB Aeroporto civile, Tobruk, Libia
- TOC Aeroporto civile, Toccoa, Stati Uniti d'America
- TOD Aeroporto civile, Tioman, Malaysia
- TOE Aeroporto Nefta, Tozeur/Susa (Tunisia), Tunisia
- TOF Aeroporto Internazionale Bogashevo, Tomsk, Russia
- TOG Aeroporto civile, Toglak (Alaska), Stati Uniti d'America
- TOH Aeroporto civile, Torres, Vanuatu
- TOI Aeroporto Municipal, Troy (Alabama), Stati Uniti d'America
- TOJ Aeroporto Torrejon Air Force Base, Madrid, Spagna
- TOK Aeroporto civile, Torokina, Papua Nuova Guinea
- TOL Aeroporto Express, Toledo (Ohio), Stati Uniti d'America
- TOM Aeroporto civile, Timbuctù, Mali
- TON Aeroporto civile, Tonu, Papua Nuova Guinea
- TOP Aeroporto civile, Topeka (Kansas), Stati Uniti d'America
- TOQ Aeroporto civile, Tocopilla Barriles, Cile
- TOR Aeroporto Municipal, Torrington (Wyoming), Stati Uniti d'America
- TOS Aeroporto Langnes, Tromsø, Norvegia
- TOT Aeroporto civile, Totness, Suriname
- TOU Aeroporto civile, Touho, Nuova Caledonia
- TOV Aeroporto civile, Tortola, Isole Vergini britanniche
- TOW Aeroporto civile, Toledo (Paraná), Brasile
- TOX Aeroporto civile, Tobol'sk, Russia
- TOY Aeroporto civile, Toyama, Giappone
- TOZ Aeroporto Mahana, Touba, Costa d'Avorio
- TPA Aeroporto Internazionale di Tampa, Stati Uniti d'America
- TPC Aeroporto civile, Tarapoa, Ecuador
- TPE Aeroporto Internazionale Chiang Kai Shek, Taoyuan/Taipei, Taiwan
- TPF Aeroporto Peter O. Knight, Tampa (Florida), Stati Uniti d'America
- TPG Aeroporto civile, Taiping, Malaysia
- TPH Aeroporto civile, Tonopah (Nevada), Stati Uniti d'America
- TPI Aeroporto civile, Tapini, Papua Nuova Guinea
- TPJ Aeroporto civile, Taplejung, Nepal
- TPK Aeroporto civile, Tapaktuan, Indonesia
- TPL Aeroporto Automatic Weather Observing/Reporting System, Temple/Miller (Texas), Stati Uniti d'America
- TPN Aeroporto civile, Tiputini, Ecuador
- TPP Aeroporto civile, Tarapoto, Perù
- TPQ Aeroporto civile, Tepic, Messico
- TPR Aeroporto civile, Tom Price, Australia
- TPS Aeroporto di Trapani-Birgi, Trapani, Italia
- TPT Aeroporto civile, Tapete, Liberia
- TQN Aeroporto Tamale Air Base, Taluqan, Afghanistan
- TQS Aeroporto civile, Tres Esquinas, Colombia
- TRA Aeroporto civile, Taramajima, Giappone
- TRB Aeroporto civile, Turbo, Colombia
- TRC Aeroporto Internazionale di Torreón, Torreón, Messico
- TRD Aeroporto Vaernes AB, Trondheim, Norvegia
- TRE Aeroporto civile, Tiree, Regno Unito
- TRF Aeroporto Torp, Sandefjørd, Norvegia
- TRG Aeroporto civile, Tauranga/Tauranga Hospital, Nuova Zelanda
- TRH Aeroporto civile, Trona, Stati Uniti d'America
- TRI Aeroporto Tri-City Regional, Bristol/Johnson City/Kingsport (Tennessee), Stati Uniti d'America
- TRJ Aeroporto civile, Tarakbits, Papua Nuova Guinea
- TRK Aeroporto civile, Tarakan, Indonesia
- TRM Aeroporto Thermal, Palm Springs (California), Stati Uniti d'America
- TRN Aeroporto di Torino-Caselle, Caselle Torinese, Italia
- TRO Aeroporto civile, Taree, Australia
- TRQ Aeroporto civile, Tarauacá, Brasile
- TRR Aeroporto civile, Trincomalee, Sri Lanka
- TRS Aeroporto di Trieste-Ronchi dei Legionari, Italia
- TRT Aeroporto civile, Tremonton, Stati Uniti d'America
- TRU Aeroporto civile, Trujillo, Perù
- TRV Aeroporto Internazionale di Trivandrum, India
- TRW Aeroporto Bonriki International, Tarawa, Kiribati
- TRX Aeroporto civile, Trenton Memorial, Stati Uniti d'America
- TRY Aeroporto civile, Tororo, Uganda
- TRZ Aeroporto civile, Tiruchirapally, India
- TSA Aeroporto Sung Shan, Taipei Sung Shan, Taiwan
- TSB Aeroporto civile, Tsumeb, Namibia
- TSC Aeroporto civile, Taisha, Ecuador
- TSD Aeroporto civile, Tshipise, Sudafrica
- TSE Aeroporto Internazionale di Astana, Kazakistan
- TSF Aeroporto civile, Aeroporto di Treviso-Sant'Angelo, Treviso Italia
- TSG Aeroporto civile, Tanacross, Stati Uniti d'America
- TSH Aeroporto civile, Tshikapa, Repubblica Democratica del Congo
- TSI Aeroporto civile, Tsili Tsili, Papua Nuova Guinea
- TSJ Aeroporto civile, Tsushima (Nagasaki), Giappone
- TSK Aeroporto civile, Taskul, Papua Nuova Guinea
- TSL Aeroporto civile, Tamuín, Messico
- TSM Aeroporto civile, Taos (Nuovo Messico), Stati Uniti d'America
- TSN Aeroporto civile, Tientsin/Zhangguizhu, Cina
- TSO Aeroporto Tresco, Isole Scilly, Regno Unito
- TSP Aeroporto civile, Tehachapi, Stati Uniti d'America
- TSR Aeroporto di Timișoara-Traian Vuia, Timișoara, Romania
- TSS Eliporto New York East 34th Street, New York, Stati Uniti d'America
- TST Aeroporto civile, Trang, Thailandia
- TSU Aeroporto civile, Tabiteuea, Kiribati
- TSV Aeroporto Arno, Townsville, Australia
- TSW Aeroporto civile, Tsewi, Papua Nuova Guinea
- TSX Aeroporto civile, Tanjung Santan, Indonesia
- TSY Aeroporto Cibeureum, Tasikmalaya, Indonesia
- TSZ Aeroporto civile, Cecerleg, Mongolia
- TTA Aeroporto Plage Blanche, Tan Tan, Marocco
- TTB Aeroporto di Tortolì-Arbatax, Tortolì, Italia
- TTC Aeroporto civile, Taltal, Cile
- TTD Aeroporto Portland-Troutdale, Portland (Oregon), Stati Uniti d'America
- TTE Aeroporto civile, Ternate, Indonesia
- TTG Aeroporto civile, Tartagal, Argentina
- TTH Aeroporto civile, Thumrait, Oman
- TTI Aeroporto civile, Tetiaroa, Polinesia Francese
- TTJ Aeroporto civile, Tottori, Giappone
- TTK Aeroporto civile, Tottenham Hale Station, Regno Unito
- TTL Aeroporto civile, Turtle Island, Figi
- TTM Aeroporto civile, Tablon de Tamara, Colombia
- TTN Aeroporto civile, Trenton (New Jersey), Stati Uniti d'America
- TTO Aeroporto civile, Britton, Stati Uniti d'America
- TTQ Aeroporto civile, Tortuquero, Costa Rica
- TTR Aeroporto civile, Tanatoraja, Indonesia
- TTS Aeroporto civile, Tsaratanana, Madagascar
- TTT Aeroporto civile, Taitung, Taiwan
- TTU Aeroporto Sania R'Mel, Tétouan, Marocco
- TUA Aeroporto El Rosal, Tulcán, Ecuador
- TUB Aeroporto Mataura, Tubuai, Polinesia Francese
- TUC Aeroporto civile, San Miguel de Tucumán (TU), Argentina
- TUD Aeroporto civile, Tambacounda, Senegal
- TUE Aeroporto civile, Tupile, Panama
- TUF Aeroporto St. Symphorien, Tours, Francia
- TUG Aeroporto civile, Tuguegarao, Filippine
- TUH Aeroporto civile, Tullahoma Arnold Afs, Stati Uniti d'America
- TUI Aeroporto civile, Turaif, Arabia Saudita
- TUJ Aeroporto civile, Tum, Etiopia
- TUK Aeroporto civile, Turbat, Pakistan
- TUL Aeroporto Internazionale di Tulsa, Tulsa, Stati Uniti d'America
- TUM Aeroporto civile, Tumut, Australia
- TUN Aeroporto Internazionale di Tunisi-Cartagine, Tunisia
- TUO Aeroporto civile, Teupo, Nuova Zelanda
- TUP Aeroporto civile, Tupelo (Mississippi), Stati Uniti d'America
- TUQ Aeroporto civile, Tougan, Burkina Faso
- TUR Aeroporto civile, Tucurui (PA), Brasile
- TUS Aeroporto Internazionale di Tucson (Arizona), Stati Uniti d'America
- TUT Aeroporto civile, Tauta, Papua Nuova Guinea
- TUU Aeroporto civile, Tabuk, Arabia Saudita
- TUV Aeroporto civile, Tucupita, Venezuela
- TUW Aeroporto civile, Tubala, Panama
- TUX Aeroporto civile, Tumbler Ridge, Canada
- TUY Aeroporto civile, Tulum, Messico
- TUZ Aeroporto civile, Tucumã (PA), Brasile
- TVA Aeroporto civile, Morafenobe, Madagascar
- TVC Aeroporto Cherry Capital, Traverse City (Michigan), Stati Uniti d'America
- TVF Aeroporto civile, Thief River Falls (Minnesota), Stati Uniti d'America
- TVL Aeroporto Lake Tahoe Airpor, South Lake Tahoe (California), Stati Uniti d'America
- TVU Aeroporto civile, Taveuni, Figi
- TVY Aeroporto civile, Dawé, Birmania
- TWA Aeroporto civile, Twin Hills (Alaska), Stati Uniti d'America
- TWB Aeroporto civile, Toowomba, Australia
- TWD Aeroporto civile, Port Townsend, Stati Uniti d'America
- TWE Aeroporto civile, Taylor, Stati Uniti d'America
- TWF Aeroporto civile, Twin Falls (Idaho), Stati Uniti d'America
- TWH Aeroporto civile, Isola di Santa Catalina (California), Stati Uniti d'America
- TWN Aeroporto civile, Tewantin, Australia
- TWP Aeroporto civile, Torwood, Australia
- TWT Aeroporto civile, Tawitawi, Filippine
- TWU Aeroporto civile, Aeroporto di Tawau, Malaysia
- TWY Aeroporto civile, Tawa, Papua Nuova Guinea
- TWZ Aeroporto civile, Mount Cook Pukaki/Twizel, Nuova Zelanda
- TXF Aeroporto civile, Teixeira de Freitas, Brasile
- TXG Aeroporto Taichung Domestic, Taichung, Taiwan
- TXK Aeroporto civile, Texarkana (Arkansas), Stati Uniti d'America
- TXL Aeroporto di Berlino-Tegel, Berlino, Germania
- TXM Aeroporto civile, Teminabuan, Indonesia
- TXN Aeroporto civile, Tunxi, Cina
- TXR Aeroporto civile, Tanbar, Australia
- TXU Aeroporto civile, Tabou, Costa d'Avorio
- TYA Aeroporto civile, Tula, Russia
- TYB Aeroporto civile, Tibooburra, Australia
- TYD Aeroporto Sigikta, Tynda, Russia
- TYE Aeroporto civile, Tyonek, Stati Uniti d'America
- TYF Aeroporto Fryklanda, Torsby, Svezia
- TYG Aeroporto civile, Thylungra, Australia
- TYL Aeroporto El Pato, Talara, Perù
- TYM Aeroporto civile, Staniel Cay, Bahamas
- TYN Aeroporto Wusu, Taiyuan, Cina
- TYO Qualunque aeroporto di Tokyo, Giappone
- TYP Aeroporto civile, Tobermorey, Australia
- TYR Aeroporto Pounds Field, Tyler (Texas), Stati Uniti d'America
- TYS Aeroporto McGhee Tyson, Knoxville, Stati Uniti d'America
- TYT Aeroporto civile, Treinta y Tres, Uruguay
- TYZ Aeroporto civile, Taylor, Stati Uniti d'America
- TZA Aeroporto municipale di Belize, Belize, Belize
- TZM Aeroporto civile, Tizimin, Messico
- TZN Aeroporto civile, South Andros, Bahamas
- TZX Aeroporto civile, Trebisonda, Turchia